# Groupe Gustave Rideau
Le Groupe Gustave Rideau, créé par Gustave Rideau, a vu le jour en Vendée en 1975. Il emploie 1 100 personnes et compte 5 entités dans la fabrication de produits en aluminium comme les vérandas, extensions de maison, abris de piscine, abris de terrasse, pergolas, carports, pool houses, mobil-homes. Le groupe possède également sa marque « vacances » Cybele Vacances, des campings 3, 4 et 5 étoiles en Vendée (85), Loire-Atlantique (44) et Pyrénées-Orientales (66).

## Historique
La société Rideau Frères voit le jour en 1975 à Vairé en Vendée. L’entreprise est alors spécialisée dans la commercialisation de charpentes en bois, de hangars agricoles, d’abris de jardin et de menuiseries.
Au fil des années, le Groupe Gustave Rideau a évolué et s’est diversifié dans différents secteurs d’activités. Il compte aujourd’hui cinq entités :
- Véranda Gustave Rideau, créée en 1975
- Mobil-home Rideau, créée en 1998
- Abri Piscine Gustave Rideau, créée en 2005
- Cybèle Vacances, créée en 2005
- Menuiserie Gustave Rideau, créée en 2014[2]
- Abri Terrasse Gustave Rideau, créée en 2015

Le groupe emploie actuellement[Quand ?] 1 100 collaborateurs et possède 3 sites de production en Vendée à La Roche-sur-Yon (usine Véranda et Pergola, marque Gustave Rideau), Saint-Mathurin (usine abri de piscine et abri de terrasse, marque Gustave Rideau et Cybèle Vacances) et Venansault (usine mobil-home Rideau).

## Le groupe Gustave Rideau

### Gustave Rideau
La société Rideau Frères créée sa première véranda en aluminium en 1982, et six ans plus tard, l’entreprise développe sa propre gamme de profilés avec le produit « véranda ».
Face au succès de ce nouveau produit[réf. souhaitée], la société poursuit son développement et en 1993, une nouvelle usine de production voit le jour à Saint-Mathurin en Vendée, à quelques kilomètres des Sables d’Olonne.
En 2005, le groupe Gustave Rideau créé Abri Piscine Gustave Rideau.
En 2008, le groupe Gustave Rideau investit dans une nouvelle usine de 22 000 m² à La Roche-sur-Yon. La marque Véranda Rideau est créée en 2010 et l'année suivante, l’entreprise développe de nouveaux produits comme les abris de terrasse et la véranda à toiture plate, appelée extension de maison.
Gustave Rideau se développe petit à petit sur toute la France avec l’ouverture d’un réseau de concessionnaires, alors en constant développement.
Gustave Rideau est aujourd’hui le leader de la véranda[réf. nécessaire] en aluminium en France avec 6 000 réalisations par an (chiffres de 2015[réf. nécessaire])[source insuffisante].
La société cible aujourd’hui les particuliers, les propriétaires de maison individuelle, les cafés, hôtels et restaurants, les professionnels de l’Hôtellerie de Plein Air et de l’agro-tourisme, les collectivités locales.
En 2015, Gustave Rideau fête ses 40 ans.

### Mobil-Home Rideau
La société Rideau Frères a adopté une stratégie de diversification qui a conduit à la création de la marque « Ridorev » en 1998, spécialisée dans la conception et la fabrication de mobil-homes de types locatif et résidentiel.
Depuis 2002, le siège social et l’usine de production sont basés à Venansault en Vendée.
En 2011, Ridorev a développé un système de domotique pour les mobil-homes : Mob’I. Ce système permet de gérer à distance la consommation d’énergie d’un parc de mobil-homes de façon individuelle.
En 2012, la société change de nom et devient Mobil-Home Rideau.
Les mobil-homes Rideau sont destinés à une clientèle de professionnels de l’hôtellerie de plein air et à une clientèle de particuliers.

### Cybele Vacances
Marque « vacances » du groupe Gustave Rideau, Cybele Vacances propose des campings 3, 4 et 5* en Vendée (85), Loire-Atlantique (44) et Pyrénées Orientales (66).

## Communication
En 2010, le Groupe Gustave Rideau adopte une nouvelle stratégie de communication tournée vers un marché national. En 2018, Sophie Ferjani, architecte d'intérieur et animatrice déco M6, est choisie comme égérie du groupe Gustave Rideau.

## Engagements
Le Groupe Gustave Rideau a sponsorisé l'équipe cycliste professionnelle française Véranda Rideau-Super U qui a porté son nom entre 2010 et 2012, puis l'équipe amateure Côtes d'Armor-Marie Morin-Véranda Rideau en 2018 et 2019.